# El obstáculo
El obstáculo es una película española de drama estrenada en 1945, coescrita, dirigida y producida por Ignacio Iquino y protagonizada en los papeles principales por Adriano Rimoldi, Ana Mariscal y María Martín.
El 4 de octubre de 1945 la película consiguió un monto económico de 250.000 ptas., en los premios otorgados por el Sindicato Nacional del Espectáculo correspondientes a la temporada 1944-45.

## Sinopsis
Enrique Díaz es un joven que trabaja en Guinea. En este destino ayuda a los misioneros que cuidan de pacientes con enfermedades contagiosas. Debido a su trabajo, caerá enfermo y recordará su pasado, percatándose de que llevó una vida nada ejemplar.

## Reparto
- Adriano Rimoldi como Enrique Díaz
- Ana Mariscal como Carmen
- María Martín como Cari
- Luis Arroyo como Alberto
- Rafael Bardem como Padre Elías
- Francisco Melgares como Tomás
- Modesto Cid como Padre Enrique
- Francisco A. de Villagómez
- Emilio Margo como	Germán
- Teresa Idel como Doña Leoncia